# Crocidura gracilipes
Crocidura gracilipes — вид ссавців родини Soricidae. Це ендемік гори Кіліманджаро на півночі Танзанії. Повідомлення про наявність цього виду біля водоспаду Мерчісон на заході Уганди не підтверджені.